# Architecture en Écosse
L'architecture écossaise a été marquée, particulièrement depuis le classicisme, par un grand nombre de styles. Certains, communs avec le reste de l'Europe, ont été marqués de grandes figures de l'architecture comme Robert Adam, William Henry Playfair ou encore Charles Rennie Mackintosh, alors que d'autres sont restés propres au pays, comme le Scottish baronial style.

## Architecture pré-romane

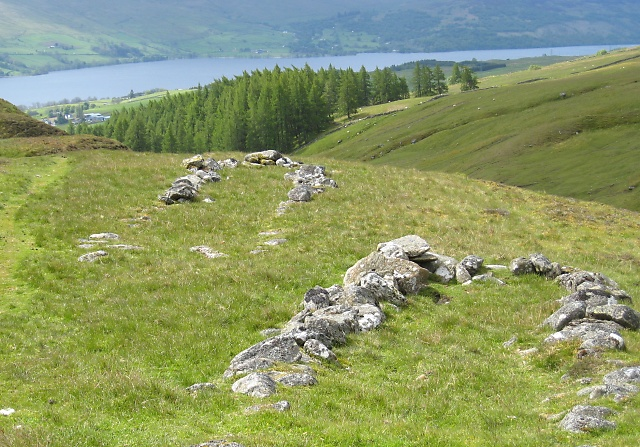
Vestiges de sheilings à proximité du loch Tay.

Les shielings (irlandais airghe, mannois eary, littéralement « pâturage d'été », gallois hafod) étaient des habitations construites dans les îles Britanniques à l'époque viking (vers l'an 1000). Le terme shieling vient probablement du norrois skáli (« hutte », « abri »). On trouve pour l'essentiel les restes de ces habitats dans les zones insulaires, comme les Hébrides ou l'île de Man.
Les shielings étaient considérés comme des constructions temporaires. Elles n'étaient habitées que de façon saisonnière, l'été, par les hommes s'y rendaient avec leurs troupeaux.

## Architecture classique

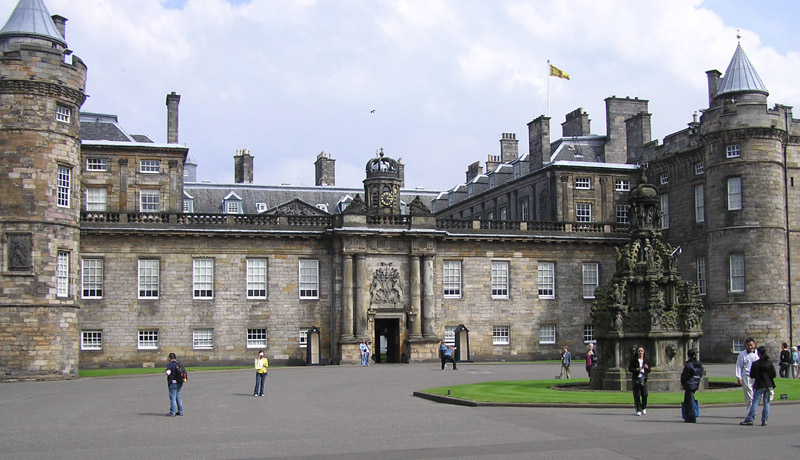
L'entrée du palais de Holyrood, reconstruite par William Bruce.

L’architecture classique, née en France sous le règne de Louis XIV, tire son inspiration de l'Antiquité. Elle fut introduite en Écosse par William Bruce (circa 1630 – 1er janvier 1710), un gentleman et architecte écossais, « le fondateur de fait de l'architecture classique en Écosse »  selon l'historien britannique de l'architecture Howard Colvin. Parce que personnage clé dans l'introduction du palladianisme en Écosse, il a été comparé aux pionniers anglais de l'architecture Inigo Jones et Christopher Wren, et à ses contemporains, qui introduisirent le style français dans l'architecture domestique anglaise Hugh May et Sir Roger Pratt. Bruce devint l'architecte le plus important de son temps en Écosse. Il travailla avec des maçons et des bâtisseurs compétents, à qui il transmit un vocabulaire classique ; ainsi son influence dépassa de loin les cercles aristocratiques. Au début des années 1660, il remodela nombre de demeures de campagne dont le Thirlestane Castle pour le Duc de Lauderdale et Hopetoun House. Parmi son travail le plus significatif figure sa propre demeure de style palladien à Kinross, construite sur la propriété du loch Leven qu'il avait achetée en 1675. En tant qu'architecte du roi, il supervisa la reconstruction du palais royal de Holyrood dans les années 1670, qui a donné au palais son apparence actuelle.

## Architecture néoclassique

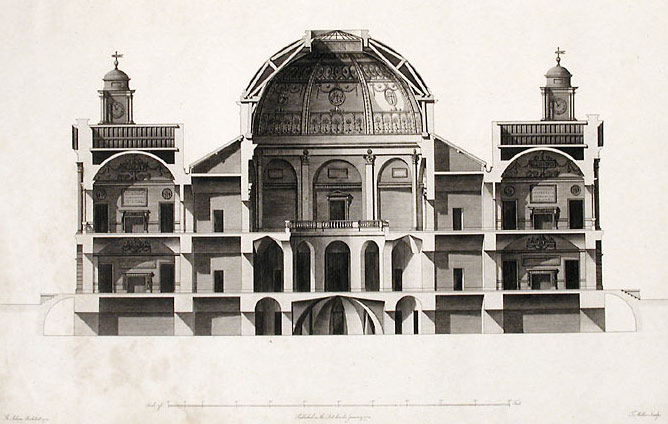
Section de la General Register House de Robert Adams.

L'architecture néoclassique est une période architecturale de la seconde moitié du XVIIIe siècle et du début du XIXe siècle dont le style se caractérise par l'utilisation d'éléments gréco-romains (colonnes, fronton, proportions harmonieuses, portique). L'architecte écossais Robert Adam (1728-1792), issu d'une grande famille d'architectes est considéré par beaucoup comme le plus grand architecte de la fin du XVIIIe siècle. Ses travaux ont eu une portée significative dans l'architecture occidentale, en Europe tout comme en Amérique du Nord. Il fut un pionnier du style néoclassique en Angleterre et en Écosse des années 1760 jusqu'à sa mort. Rejetant le style palladien comme « pompeux » et « dégoûtant », il en conserva néanmoins l'inspiration issue de l'Antiquité classique afin de développer son propre style. L'un de ses principes était le mouvement perçu dans l'édifice, reposant sur le contraste et la diversité des formes, et se rapprochant du pittoresque de l'époque. Si nombre de ses réalisations sont situées en Angleterre, Robert Adam a également largement travaillé en Écosse, réalisant ainsi le Charlotte Square à Édimbourg, aujourd'hui classé au patrimoine mondial de l'UNESCO, ainsi que des bâtiments officiels et des grandes demeures de l'aristocratie.
William Henry Playfair (1790 – 1857) fut l'un des plus grands architectes écossais du XIXe siècle, appartenant lui aussi au mouvement néoclassique. Deux de ses chefs-d'œuvre sont les bâtiments de la National Gallery of Scotland (1859) et de la Royal Scottish Academy, tous deux dans le centre-ville d'Édimbourg.

## Architecture néo-gothique

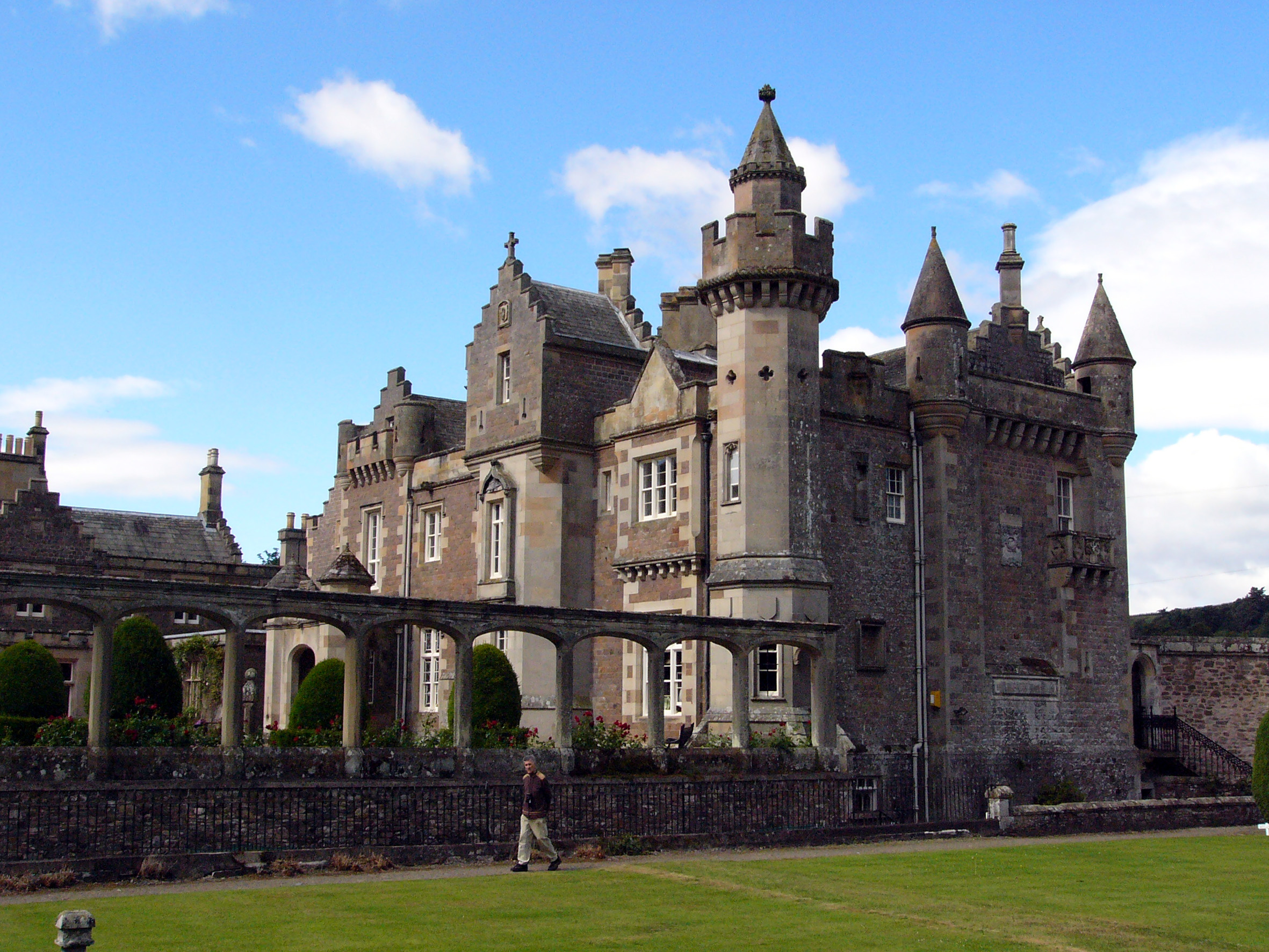
Abbotsford House, demeure de sir Walter Scott.

Un mouvement particulier de l'architecture néogothique, le Scottish baronial style, s'est développé en Écosse. Ce style, en vogue du début du XIXe siècle jusqu'à la Première Guerre mondiale, reprit des éléments des châteaux, manoirs et maisons-tours écossaises de la période de la Renaissance, comme le château de Craigievar et le château de Newark. Il s'agit d'une fusion de l'architecture néogothique appliquée aux châteaux, par Horace Walpole par exemple, et de l'ancienne architecture défensive écossaise. L'un des premiers exemples en est Abbotsford House, la demeure du romancier sir Walter Scott, construite pour lui sur les berges de la rivière Tweed dans les Scottish Borders.
Les bâtiments du Scottish baronial style présentent fréquemment des tours cantonnées de poivrières. Les faîtes de la toiture ne sont pas tous au même niveau, les chéneaux  crénelés imitant des remparts étant souvent interrompus par les pignons de façade des lucarnes. Si des fenêtres en lancette ornent tours et pignons de façade, de larges baies vitrées sont également courantes, leurs gâbles de baie étant eux aussi crénelés et amortis de pinacles. Porches, portiques et portes-cochères sont imités des châteaux, des fausses herses pouvant être suspendues au-dessus de la porte principale, flanquée d'animaux héraldiques et de motifs architecturaux médiévaux.
Ce style fut particulièrement employé pour les bâtiments publics, comme l'Aberdeen Grammar School, et ne fut pas limité à l'Écosse.

## Art nouveau

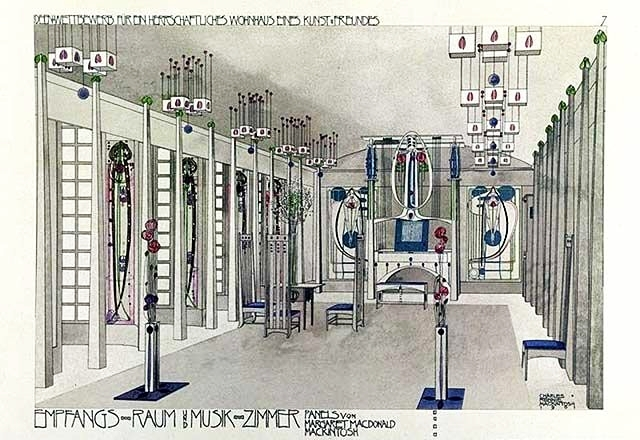
Salon de musique dessiné par Charles Rennie Mackintosh (1901)

Charles Rennie Mackintosh (1868 à Glasgow - 1928 à Londres) était un architecte, concepteur écossais, faisant partie du mouvement Arts and Crafts et le principal porte-parole de l'Art nouveau en Écosse.  Le projet qui contribue à élever sa réputation à un rang international est la Glasgow School of Art (1897-1909). Mackintosh travaille aussi comme décorateur d'intérieur et créateur de meubles, de textiles et de ferronnerie. La plus grande partie de son travail mélange son style propre à celui, souple et floral, de son épouse, Margaret MacDonald, rehaussant ainsi son travail plus formel et rectiligne. Comme son contemporain Frank Lloyd Wright, les projets  architecturaux de Mackintosh comportent souvent des indications importantes concernant les détails de la décoration et du mobilier de ses immeubles. Son travail a été exposé à la Secession Exhibition de Vienne en 1900. Les conceptions de Mackintosh ont gagné en popularité dans les décennies suivant sa mort. Sa Maison pour un amateur d'art (« House for an Art Lover ») a été finalement construite dans le parc Bellahouston à Glasgow entre 1989 et 1996, tandis que l'Université de Glasgow (qui possède la majeure partie de son travail de peintre paysagiste) a reconstruit une maison à terrasse conçue par Mackintosh et l’a meublée avec des œuvres de Margaret. La Glasgow School of Art building (maintenant renommée « The Mackintosh Building ») est habituellement citée par les critiques architecturaux comme un des bâtiments les plus élégants du Royaume-Uni.

## Types d'habitations traditionnelles

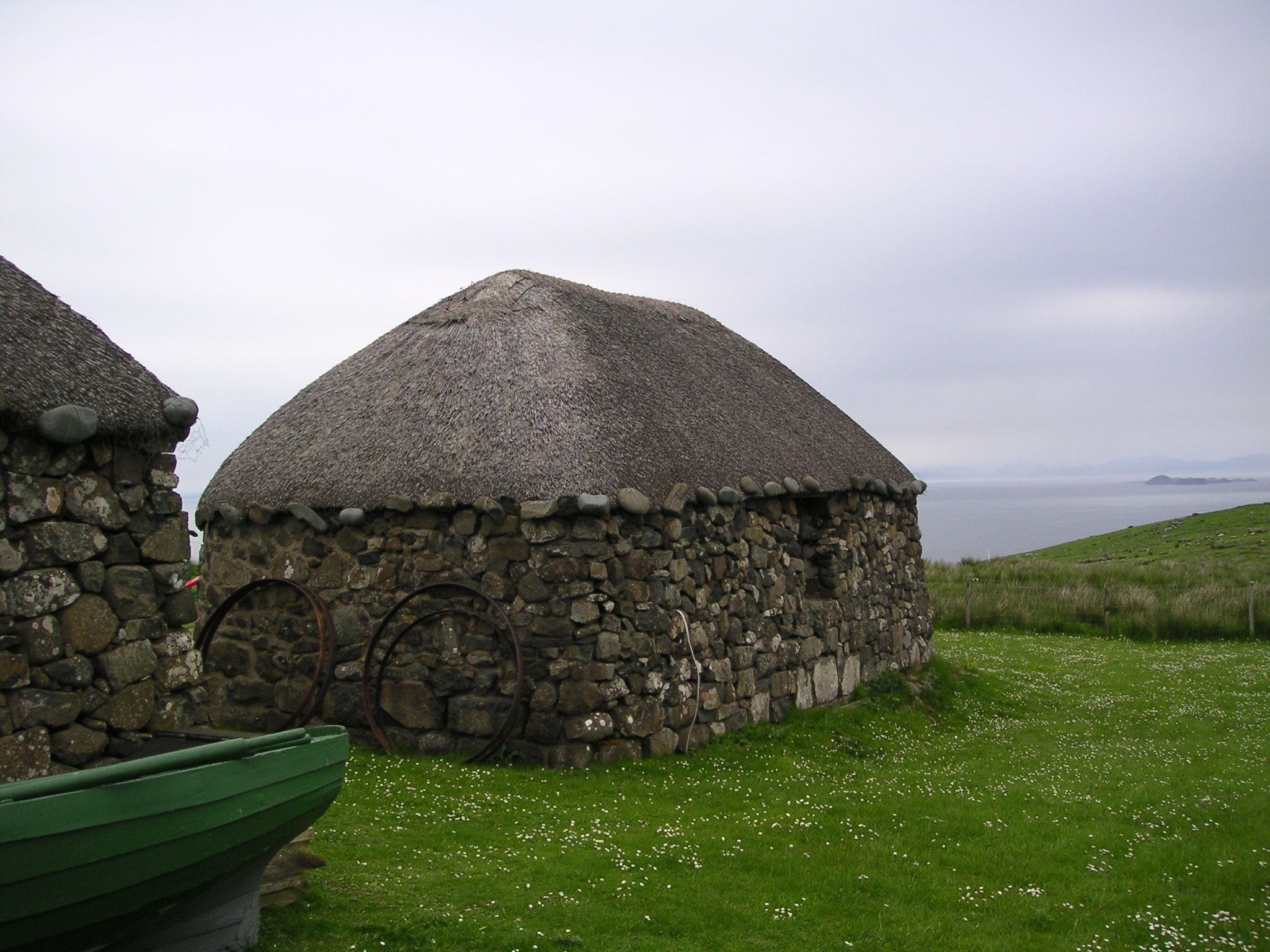
Black house restaurée sur l'île de Skye

Deux types d'habitations sont caractéristiques de l'Écosse, la black house et la maison-tour.
Une Black house (taigh dubh en gaélique écossais, litt. maison noire) est un type d'habitation traditionnelle autrefois commun dans les Highlands et Hébrides en Écosse, ainsi qu'en Irlande et dans les colonies de langue gaélique en Nouvelle-Écosse (Canada). Ces maisons étaient aussi utilisées pour le bétail : les personnes occupaient une partie et les bêtes une autre, une partition séparant les deux. Ces maisons étaient généralement bâties avec de doubles murs en pierre sèche, assemblés avec de la terre et des chevrons en bois, et couvertes par des toits de chaume. Le sol consistait en des dallages de pierre ou des remblais en terre, un âtre central permettant de faire du feu bien qu'il n'y ait pas de cheminée pour permettre l'évacuation de la fumée : celle-ci se frayait un chemin à travers le toit.
La maison-tour forme la base de nombreux châteaux d'Écosse, principalement dans les Scottish Borders au sud du pays. Construite à la fois pour se défendre et pour y habiter,  à partir du haut Moyen Âge jusqu'au XVIIe siècle, on les rapproche des tours de guet (peel tower) et des bastle houses (sortes de fermes fortifiées). Certaines tours sont aujourd'hui intactes et habitées tandis que d'autres ne sont plus que des ruines.